# ノナ・ツォツォリア
ノナ・ツォツォリア（グルジア語: ნონა ცოცორია、グルジア語ラテン翻字: Nona Tsotsoria、1973年4月13日 – ）は、ジョージアの裁判官。アジャリアのバトゥミ出身。欧州人権裁判所判事を務めた。

## 生涯
1990年から1996年までトビリシ国立大学法学部に在籍し、法学修士号を取得。1996年から1999年まで憲法裁判所にて判事補を務めた。1999年から2000年までトビリシで弁護士として働き、2000年から2004年までは法の支配プロジェクト代表を法律顧問を務めた。またトビリシ国立大学法学講師（1999年–2004年）、検察庁次長検事（2004年–2007年）を歴任。2006年から2007年までペンシルベニア大学に在籍し、行政学修士を取得。2008年2月1日より欧州人権裁判所判事。